# Trappeto
Pour les articles homonymes, voir Trappeto (homonymie).
Trappeto est une commune italienne de la province de Palerme, dans la région Sicile.

## Géographie
Enchâssée au cœur du golfe de Castellammare, à 45 kilomètres de Palerme, Trappeto est une rare perle. Un coin de paradis plongé dans un scénario de beautés naturelles incomparables, une terre très fertile avec une verdure luxuriante au centre d'un itinéraire historique millénaire, très suggestif, entouré par une mer riche, aux eaux cristallines, aux couleurs splendides et avec des couchers de soleil vraiment uniques.

## Administration
| Période                                  | Période | Identité | Étiquette | Qualité |
| ---------------------------------------- | ------- | -------- | --------- | ------- |
|                                          |         |          |           |         |
| Les données manquantes sont à compléter. |         |          |           |         |

### Communes limitrophes
Balestrate, Partinico, Terrasini.

## Personnalités liées à Trappeto
- Ciccio Lucca (1925–2006), connu comme le Pic de la Mirandole sicilien.
- Danilo Dolci (Sežana, aujourd'hui en Slovénie mais à l'époque rattachée à l'Italie, 28 juin 1924 – Trappeto, 30 décembre 1997) était un activiste politique non-violent, un sociologue, un écrivain, un éducateur et un poète italien du XXe siècle.
- Gaetano G. Perlongo naît à Solingen, en Allemagne, en 1970. En ayant une formation culturelle scientifique, il a obtenu plusieurs reconnaissances dans le domaine litteraire et des essais. En 2002, après avoir reçu de mérites dans le domaine poétique, le "Centro Divulgazione Arte e Poesia e l'Unione Pionieri della Cultura Europea" de Sutri (Viterbo), le nomme membre à vie de ce centre culturel. Il a travaillé comme professeur chez l'université populaire "Danilo Dolci" de Partinico (Palermo). Il est le fondateur et président du magazine culturel "Il Convivio". En octobre 2005 il fonde le "Centro Studi e Ricerche Aleph", et il est aussi l'éditeur de rédaction du célèbre projet télématique de "Danilo Dolci. Fare presto (e bene) perchè si muore". En 2011 Adunis le choisit avec Milo De Angelis et Valerio Magrelli parmi les auteurs italiens contemporaines qui seront traduits en Arabe.

## Démographie
Habitants recensés